# 塩化タングステン(VI)
塩化タングステン(VI)(Tungsten hexachloride)は、タングステンと塩素からなる化合物で、化学式はWCl6である。濃紫青色で、標準状態では揮発性固体として存在する。タングステンの化合物の合成の際の重要な出発物質である。電荷を持たない六塩化物のその他の例には、塩化レニウム(VI)や塩化モリブデン(VI)がある。非常に揮発性の高いフッ化タングステン(VI)も知られている。
d0イオンとして、塩化タングステン(VI)は反磁性誘導体を形成する。六塩化物は八面体形分子構造で等価なW-Ci間の距離は、2.24-2.26 Aである。

## 合成
金属タングステンを、密閉チューブ内で600℃に加熱し、塩素化することで得られる。
W + 3 Cl2  →   WCl6

## 性質と反応
室温では、青黒色の固体である。より低温では、ワインレッド色になる。赤色の相は、その蒸気を急速濃縮することで得られ、徐々に加熱することで青黒色の相に戻る。加水分解されやすく、湿った空気とさえ反応して、橙色の酸塩化物である塩化酸化タングステン(IV)WOCl4や二塩化二酸化タングステンWO2Cl2を与える。二硫化炭素、四塩化炭素、塩化ホスホリルに可溶である。
トリメチルアルミニウムによるメチル化で、ヘキサメチルタングステンとなる。
WCl6 +3 Al2(CH3)6 → W(CH3)6 + 3 Al2(CH3)4Cl2
ブチルリチウムで処理することで、エポキシドの脱酸素に必要な試薬を得られる。
塩化物リガンドは、Br-、NCS-、RO-（Rはアルキルまたはアリル）等の多くの陰イオンリガンドに置き換えることができる。
還元すると、段階的に塩化タングステン(V)、塩化タングステン(IV)を与える。

## 安全性
非常に腐食性の高い酸化剤であり、加水分解されると塩化水素を発生する。